# Спартак (Свердловская область)
Спартак — посёлок в Режевском городском округе Свердловской области, Россия.

## География
Посёлок Спартак муниципального образования «Режевского городского округа» расположено в 9 километрах (по автотрассе в 12 километрах) к северу от города Реж, в истоке ручья левого притока реки Реж. 

## Население
| 2002 | 2010 |
| ---- | ---- |
| 0    | →0   |